# Joseph Lapoterie
Pas d'image ? Cliquez ici

a Compétitions nationales et continentales officielles uniquement.

b Matchs officiels uniquement.
Joseph Lapoterie, dit « Jo »,  né le 7 juillet 1937 à Biarritz et mort le 12 décembre 2004 à Cambo-les-Bains, est un joueur et entraîneur de rugby à XV et de rugby à XIII dans les années 1950, 1960 et 1970.
Il pratique le rugby à XV au sein de la formation du club de rugby à XIII le Biarritz Olympique avec lequel il remporte la Coupe René-Crabos en 1956. International junior en troisième ligne, il monte sur Paris à la fin des années 1950 en raison de son activité professionnelle en tant que fonctionnaire des postes et joue sous le maillot de l'ASPTT Paris jusqu'à la saison 1962-1963 ainsi que pour la Sélection de Paris, principalement au poste de trois-quarts aile. Il change ensuite de code de rugby et rejoint le Celtic de Paris en rugby à XIII. Il est muté professionnellement ensuite dans le sud de la France et rejoint le RC Albigeois puis le Villefranche XIII au cours des années 1960. En raison de ses bonnes prestations, il est sélectionné en équipe de France pour sa Tournée en 1964 en Australie et Nouvelle-Zélande où il dispute trois rencontres.
Après sa carrière sportive, il prend en charge l'entraînement de la section rugby à XV des PTT de Toulouse ainsi qu'à  Auterive XIII en rugby à XIII en tant qu'entraîneur-joueur. Dans les années 1980, il devient arbitre de rugby à XV.

## Palmarès

### Détails en sélection
| Matchs internationaux de Joseph Lapoterie | Matchs internationaux de Joseph Lapoterie | Matchs internationaux de Joseph Lapoterie | Matchs internationaux de Joseph Lapoterie | Matchs internationaux de Joseph Lapoterie | Matchs internationaux de Joseph Lapoterie | Matchs internationaux de Joseph Lapoterie | Matchs internationaux de Joseph Lapoterie | Matchs internationaux de Joseph Lapoterie | Matchs internationaux de Joseph Lapoterie | Matchs internationaux de Joseph Lapoterie | Matchs internationaux de Joseph Lapoterie |
|                                           | Date                                      | Adversaire                                | Résultat                                  | Compétition                               | Poste                                     | Points                                    | Essais                                    | Pen.                                      | Drops                                     |                                           |                                           |
| ----------------------------------------- | ----------------------------------------- | ----------------------------------------- | ----------------------------------------- | ----------------------------------------- | ----------------------------------------- | ----------------------------------------- | ----------------------------------------- | ----------------------------------------- | ----------------------------------------- | ----------------------------------------- | ----------------------------------------- |
| sous les couleurs de la France            |                                           |                                           |                                           |                                           |                                           |                                           |                                           |                                           |                                           |                                           |                                           |
| 1.                                        | 13 juin 1964                              | Australie                                 | 6-20                                      | Tournée                                   | Deuxième ligne                            | -                                         | -                                         | -                                         | -                                         |                                           |                                           |
| 2.                                        | 4 juillet 1964                            | Australie                                 | 2-27                                      | Tournée                                   | Ailier                                    | -                                         | -                                         | -                                         | -                                         |                                           |                                           |
| 3.                                        | 25 juillet 1964                           | Nouvelle-Zélande                          | 16-24                                     | Tournée                                   | Deuxième ligne                            | -                                         | -                                         | -                                         | -                                         |                                           |                                           |